# Fernando Martín
Fernando Martín Espina (* 15. März 1962 in Madrid; † 3. Dezember 1989 in Madrid) war ein spanischer Basketballspieler, der bei einer Größe von 2,05 Metern als Center spiele.
Seine Karriere absolvierte er bei Estudiantes, Real Madrid, den Portland Trail Blazers und der spanischen Nationalmannschaft.
Martín war der erste seines Landes und der zweite Europäer, der den Sprung in die NBA schaffte, und gilt für viele bis heute als einer der besten spanischen Basketballspieler aller Zeiten.

## Karriere
Seine Laufbahn begann Fernando Martín 1979 in den Nachwuchskategorien von Estudiantes. Nach Erfolgen wie der spanischen Juniorenmeisterschaft und der Silbermedaille bei der Jugend-Europameisterschaft wechselte er nach nur einem Jahr in den ersten Kader. Hier stieg er sofort zu einer der Entdeckungen der Saison 1980/81 auf und wechselte nach Saisonende zum Stadtrivalen Real Madrid.
Mit diesen gelangen ihm vier Meistertitel (1982, 1984, 1985 und 1986), zwei Pokalsiege (1985, 1986), ein Europapokal der Pokalsieger (1989), einen Korać-Cup (1988) sowie eine Klub-Weltmeisterschaft (1981).

### NBA
Im Jahre 1985 wurde Martín, als zweiter Europäer überhaupt, von einem NBA-Team gedraftet. Das Angebot der New Jersey Nets lehnte der Spanier allerdings ab, und so war es erst 1986, als er den Sprung in die amerikanische Profiliga machte. Bei den Portland Trail Blazers konnte er allerdings, aufgrund zahlreicher Verletzungen, nur 24 Spiele bestreiten, und so kehrte er 1987 zu Real Madrid zurück.

### Nationalmannschaft
Zwischen 1981 und 1986 bestritt Fernando Martín insgesamt 86 Spiele für die spanische Nationalmannschaft. Er war eine der Stützen beim Vizeeuropameistertitel 1983 sowie beim Gewinn der Silbermedaille bei den Olympischen Sommerspielen 1984.

### Tod
Fernando Martín starb am 3. Dezember 1989 im Alter von 27 Jahren an einem Autounfall, als er einem Spiel seiner Mannschaft gegen CAI Zaragoza besuchen wollte. Seit seinem Tod trug kein anderer Spieler im Kader von Real Madrid das Trikot mit der Nummer 10. Erst sein Sohn Jan Martín durfte sie wieder tragen.
2007 wurde er posthum, als einer der ersten Spieler, in die FIBA Hall of Fame aufgenommen. Die Mehrzweckhalle in Fuenlabrada, Spielstätte der Baloncesto Fuenlabrada, trägt den Namen Polideportivo Fernando Martín.

## Erfolge
- Spanische Meistertitel (1982, 1984, 1985 und 1986)
- Copa del Rey (1985, 1986)
- Europapokal der Pokalsieger (1989)
- Korać-Cup (1988)
- Klub-Weltmeisterschaft (1981)
- Olympia Silber (1984)